# Rivula curvilinea
Rivula curvilinea är en fjärilsart som beskrevs av Alfred Ernest Wileman 1911. Rivula curvilinea ingår i släktet Rivula och familjen nattflyn. Inga underarter finns listade.